# Narok
Narok es una localidad de Kenia, con estatus de villa, capital del condado del mismo nombre.
Tiene 67 505 habitantes según el censo de 2009. Tiene un clima cálido y templado, con una temperatura promedio es 17.1 °C y una precipitación anual de 771 mm.
La mayoría de la población es masái. La carretera Narok-Bomet une la villa con la reserva Masái Mara.

## Demografía
Los 67 505 habitantes de la villa se reparten así en el censo de 2009:
- Población urbana: 38 653 habitantes (19 860 hombres y 18 793 mujeres)
- Población periurbana: no hay población periurbana en esta villa
- Población rural: 28 852 habitantes (14 802 hombres y 14 050 mujeres)

## Transportes
Narok está atravesada de este a oeste por la carretera B3, que une Limuru con Kisii pasando por Bomet. Al norte de Narok sale la C57, que lleva a Nakuru. Al sur sale la C12, que lleva a las áreas rurales del sur del condado.

## Cultura
La biblioteca de Narok se inauguró en 2013, cerca del estadio, una escuela primaria y un liceo. Es la primera biblioteca pública en Masailandia y uno de los proyectos estatales más grandes en el condado. La obra, del arquitecto oficial George W. Mwangi, tiene 1330 m² de edificación. Allí los masái pueden leer un libro mientras cuidan su ganado. La biblioteca desarrolla diversas actividades de extensión, como charlas técnicas sobre ganadería en conjunción con el Ministerio de Agricultura, clases de computación, además de libre acceso a internet WiFi y diversas secciones, desde rincón infantil y de adultos hasta restaurante. Tiene una colección de 16.000 ejemplares incluyendo libros, revistas, periódicos y material audiovisual.
El Museo Nacional de Kenia instaló en Narok un museo en el que se exhiben cuadros y artefactos masái y otros pueblos que hablan la lengua maa (los samburu, njemps y grupos de Ndorobo). De las obras que se exhiben, 24 pinturas y 8 fotografías pertenecen a Joy Adamson. Además de la sala de exhibiciones tiene una oficina y una galería.